# Villa Cura Brochero
Villa Cura Brochero är en kommunhuvudort i Argentina.   Den ligger i provinsen Córdoba, i den centrala delen av landet, 700 km nordväst om huvudstaden Buenos Aires. Villa Cura Brochero ligger 909 meter över havet och antalet invånare är 4 707.
Terrängen runt Villa Cura Brochero är platt åt sydväst, men åt nordost är den kuperad. Runt Villa Cura Brochero är det glesbefolkat, med 11 invånare per kvadratkilometer.. Närmaste större samhälle är Mina Clavero, 2,0 km sydost om Villa Cura Brochero.
Trakten runt Villa Cura Brochero består i huvudsak av gräsmarker.